# 阿尔苏 (大西洋比利牛斯省)
阿尔苏（法語：Halsou，法語發音：[alsu]）是法国大西洋比利牛斯省的一个市镇，属于巴约讷区。

## 地理
阿尔苏（43°22'28"N, 1°25'21"W）面积5.08 平方千米，位于法国新阿基坦大区大西洋比利牛斯省，该省份为法国东南部省份，涵盖了贝阿恩与北巴斯克，西临大西洋比斯開灣，北至朗德省，东北接热尔省，东临上比利牛斯省，南与西班牙接壤。
与阿尔苏接壤的市镇（或旧市镇、城区）包括：康博莱班、阿斯帕伦、雅楚、拉勒索尔。

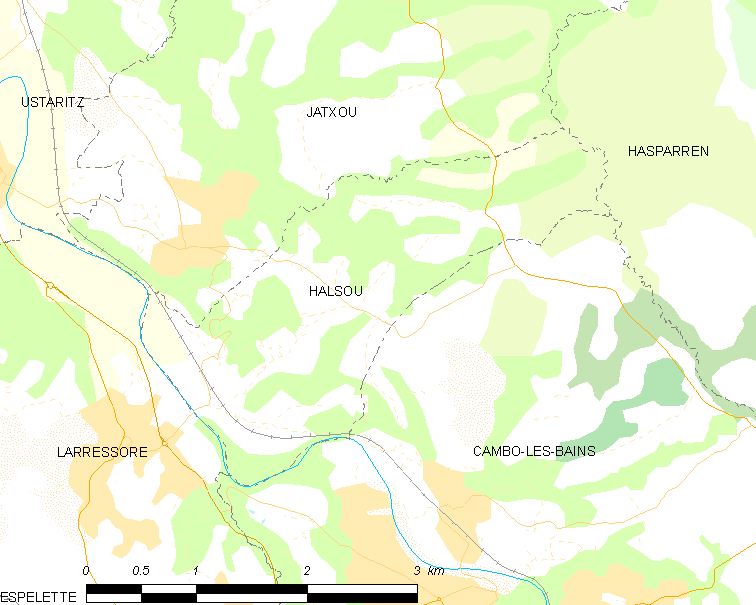
的OSM定位图

阿尔苏的时区为UTC+01:00、UTC+02:00（夏令时）。

## 行政
阿尔苏的邮政编码为64480，INSEE市镇编码为64255。

## 政治
阿尔苏所属的省级选区为巴伊古拉-蒙达兰县。

## 人口

1962-2008年间人口变化图示

阿尔苏于2022年1月1日时的人口数量为605人。